# Ernstheem
Ernstheem is een streekje in de gemeente Het Hogeland, gelegen aan de weg van Mensingeweer naar Baflo.
Hoewel het dicht bij Eenrum ligt, hoort het van oudsher bij Winsum. Dit heeft daarmee te maken dat er tussen de beide plaatsen een watergang ligt, de Baaijumertocht, in 1866 vergraven tot het Kanaal Baflo-Mensingeweer, een natuurlijke hindernis. Over dit kanaal ligt een brug met de naam Enstheemstertil, deze is echter alleen bedoeld als fietsverbinding met Eenrum en voor landbouwverkeer. Ernstheem bestaat uit enkele boerderijen, waarvan een de naam Ernstheem heeft, de naamgever van het streekje.

## Geschiedenis
De oudste vermelding dateert uit 1281 als Ernestahusum, wat mogelijk iets als "huis van Ernst" betekende. Het was toen een voorwerk van het klooster Wijtwerd te Usquert, dat ook de andere boerderij bezat tot de reductie in 1594. De oudste delen van de huidige boerderij dateren waarschijnlijk uit rond 1600. Het huis werd sterk verbouwd in 1842 en is rond 2000 in oude stijl teruggebracht. De schuur brandde in 1898 af door een blikseminslag en werd daarop vernieuwd. Om de boerderij ligt een Engelse tuin.
De inwoners kerkten vroeger in Lutke Saaxum, tot de afbraak van de kerk aldaar in 1468, toen men voor de kerkgang verhuisde naar Maarhuizen. Rond 1718 werd ook deze kerk afgebroken en begroeven de Ernsthemers er alleen nog hun doden. Ze kerkten voortaan in het nabijgelegen Eenrum, ook omdat de weg tussen Ernstheem en Maarhuizen in de loop der tijd steeds onbegaanbaarder werd.
Ten westen van Ernstheem liggen de restanten van een oude spoorbrug van de Marnelijn (1922-1942).

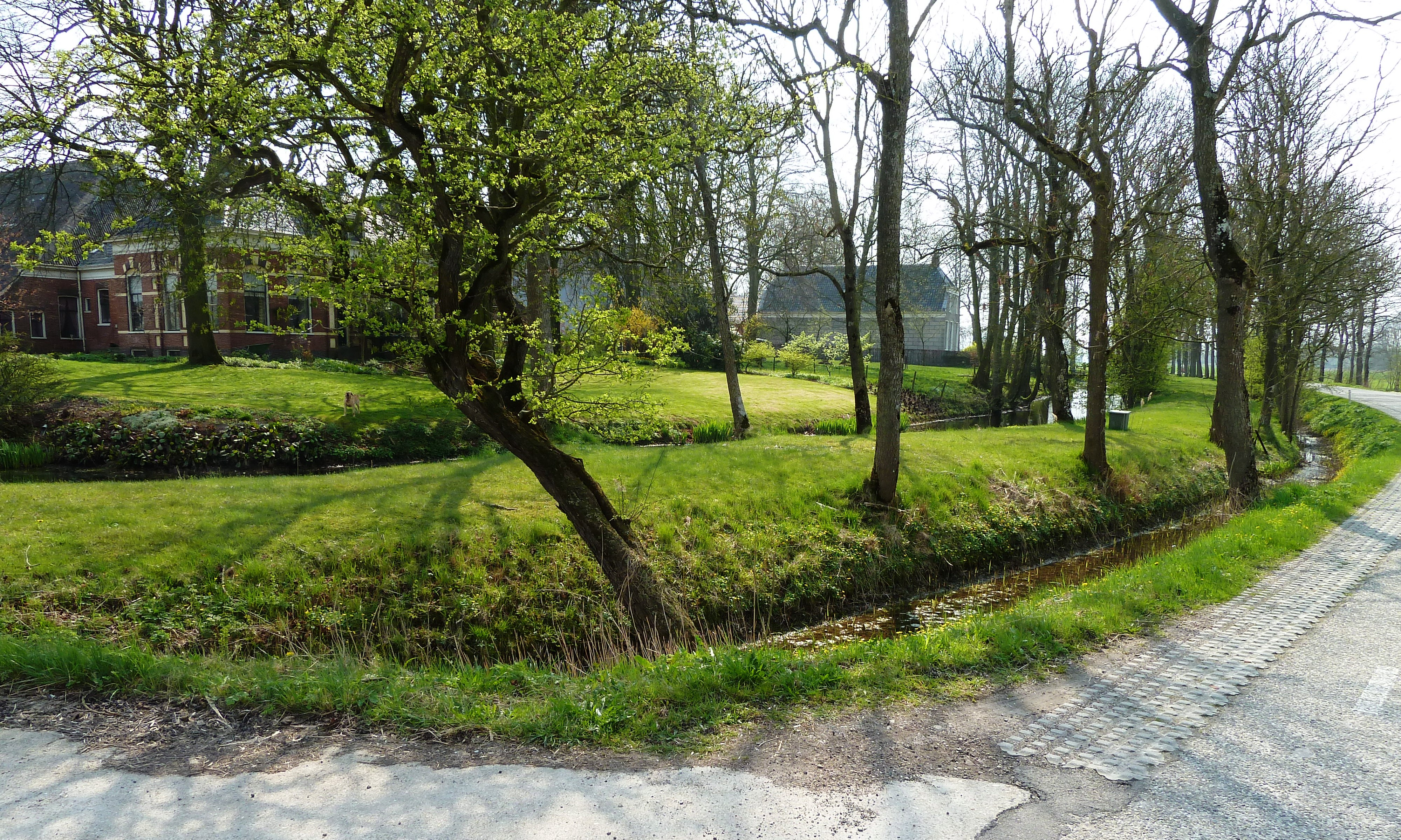
Vooraanzicht van 2 boerderijen. De achterste is Ernstheem.
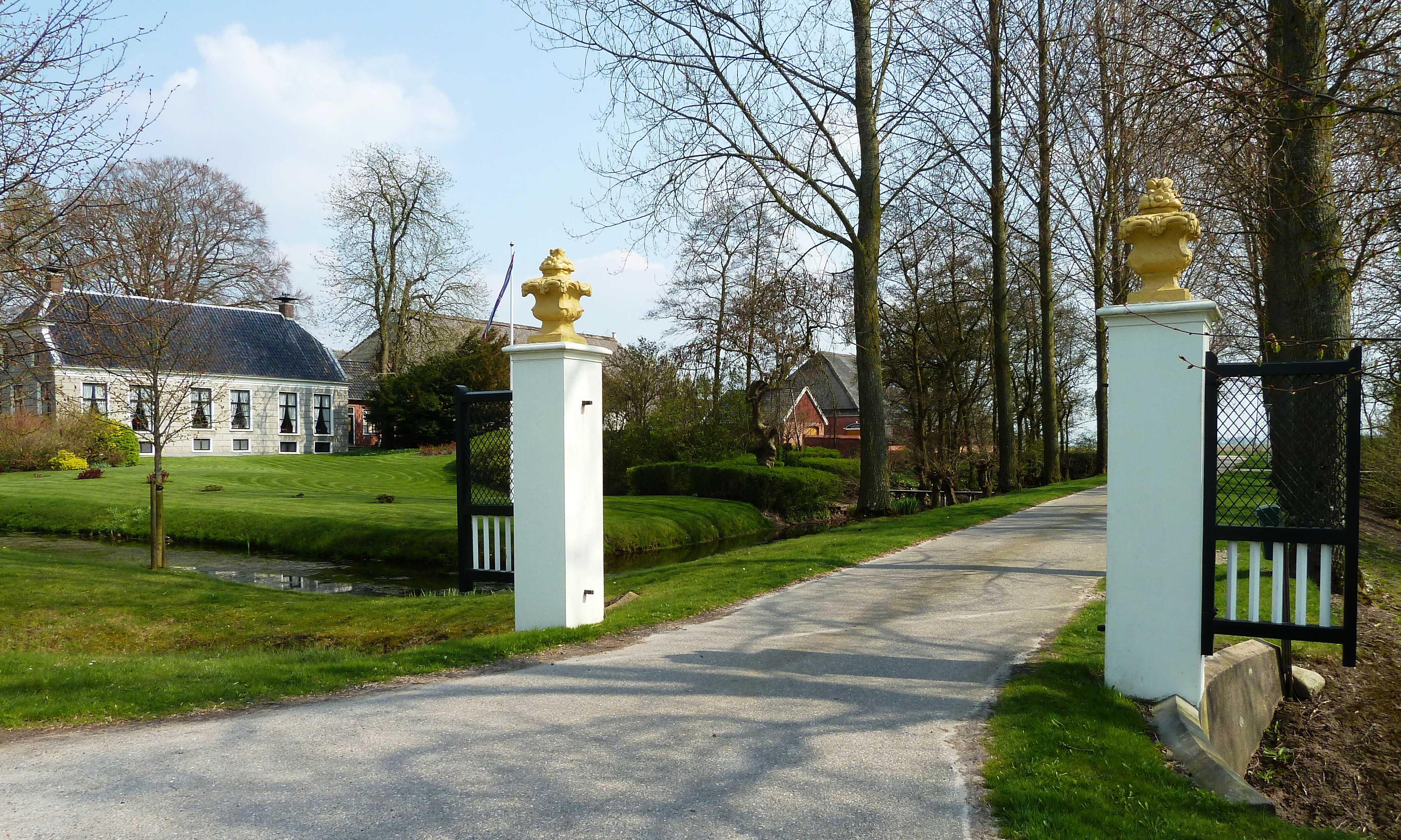
Ingang naar boerderij Ernstheem
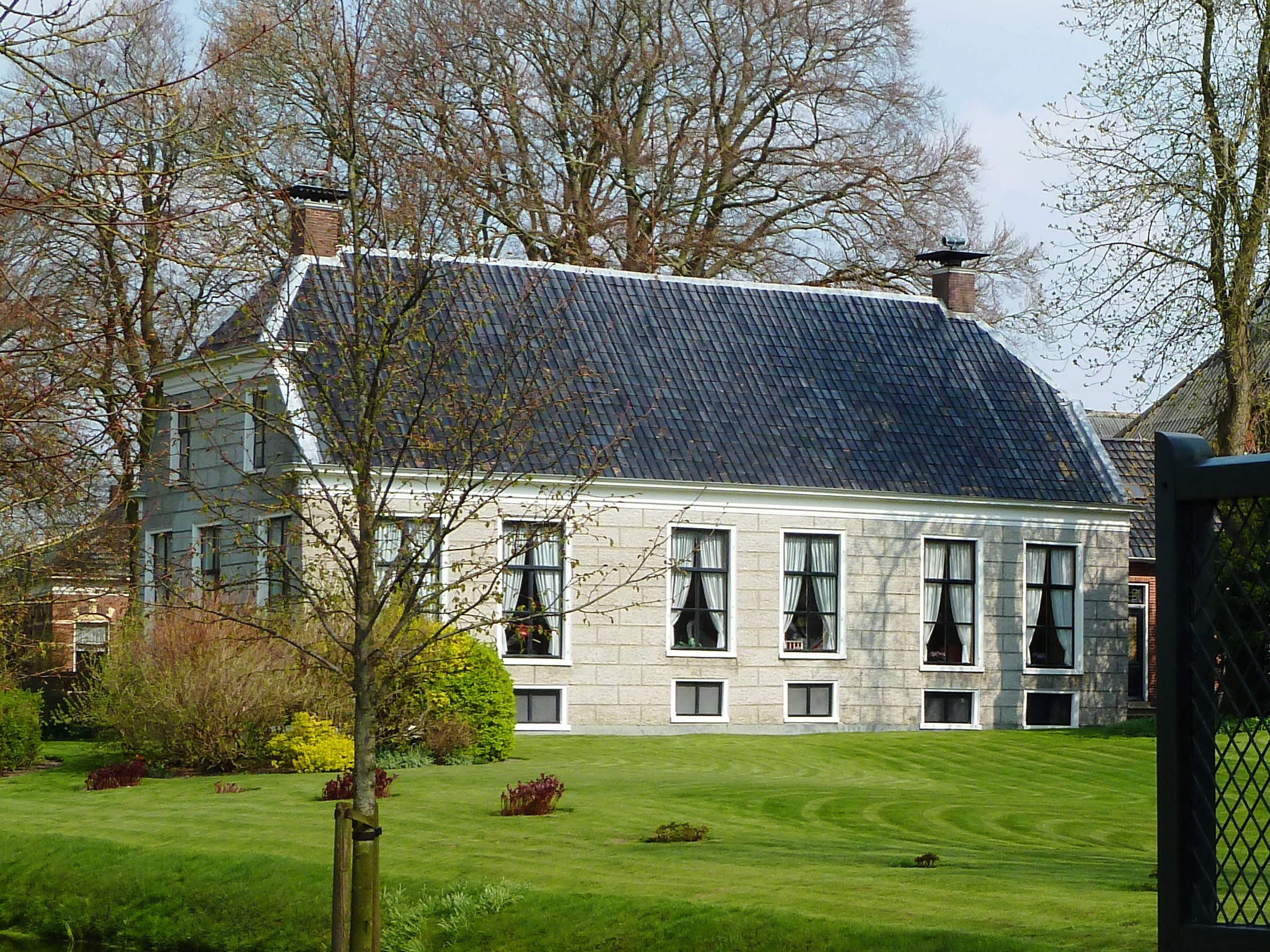
Close-up van het voorhuis van boerderij Ernstheem

Hoofdplaats: Uithuizen

Dorpen: Adorp · Den Andel · Baflo · Bedum · Eenrum · Eppenhuizen · Hornhuizen · Houwerzijl · Kantens · Kloosterburen · 't Lage van de Weg · Lauwersoog · Leens · Leenstertillen · Lutjewolde · Mensingeweer · Molenrij · Niekerk · Noordwolde · Oldenzijl · Onderdendam · Onderwierum · Oosteinde · Oosternieland · Pieterburen · Rasquert · Rodewolt · Roodeschool · Rottum · Saaxumhuizen · Sauwerd · Startenhuizen (deels) · Stitswerd · Tinallinge · Uithuizermeeden · Ulrum · Usquert · Vliedorp · Vierhuizen · Warffum · Warfhuizen · Wehe-den Hoorn · Westerdijkshorn · Westernieland · Wetsinge · Winsum · Zandeweer · Zoutkamp · Zuidwolde · Zuurdijk

Buurtschappen, gehuchten, wierden en buurten: 1e Nijhoezen · 2e Nijhoezen · 't Aagt · Abbeweer · Alinghuizen · Arwerd · Barnegaten · Bellingeweer · Bethlehem · Beusum · Bokum · Breede · Broek · Het Bultje · De Dingen · De Raken · De Vennen · Den Haver · Deikum · Doodstil · Douwen · Duisterwinkel · Eelswerd · Eemshaven · Elens · Ellerhuizen · Ernstheem · Ewer · Grijssloot · Groot Maarslag · Groot Wetsinge · De Haar · Hammeland · Den Hander · Harssens · Hefswal · Hekkum · Helwerd · Heuvelderij · Hiddingezijl · Holwinde · De Hoogte · De Horn · De Houw · 't Houweel · De Hucht · Kaakhorn · Katershorn · Kattenburg · Klei · Kleine Huisjes · Klein Garnwerd · Klein Maarslag · Klein Wetsinge · Kolham · Koningslaagte · Koningsoord · De Knijp · Kruisweg · Lutje Marne · Lutke Saaxum · Maarhuizen · (Marnehuizen) · Menkeweer · Menneweer · Midhalm · Midhuizen · Mollenhuizen · Nijenklooster · Noordpolder · Noordpolderzijl · Obergum · Oldenzijl · Oldorp · Oosterhorn · Oosterhuizen (Eenrum) · Oosterhuizen (Zuidwolde) · Oudedijk · Oudeschip · Paapstil · Panser · Plattenburg · Polen · Ranum · Reidland · Roodehaan · Schapehals · Schaphalsterzijl · Schilligeham · Schouwen · Schouwerzijl · Sint Annerhuisjes · 't Stort · De Streek · Takkebos · Ter Laan · Tijum · Valcum · Valom · Wadwerd · Walsweer · Westerhorn (De Marne) · Westerhorn (Hogeland) · Westerklooster · Westpolder · Wierhuizen · Wierum · 't Wildeveld · Willemsstreek · Zevenhuizen